# IC 5133
IC 5133 — галактика типу EN (емісійна туманність) у сузір'ї Цефей.
Цей об'єкт міститься в оригінальній редакції індексного каталогу.